# Samuel H. Kress Collection
De Samuel H. Kress Collection is een beeldende kunstverzameling van de gelijknamige ondernemer en filantroop Samuel Henry Kress (1863-1955) die beheerd wordt door de Samuel H. Kress Foundation.

## Situering

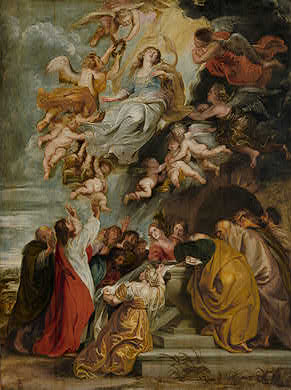
Atelier van Rubens. De tenhemelopneming van Maria, in 1952 geschonken aan de National Gallery of Art.

Met zijn fortuin verdiend met zijn five and ten cent store, verzamelde Samuel H. Kress een omvangrijke collectie van kunstwerken uit de Italiaanse Renaissance. In het midden van de jaren twintig van de 20e eeuw bewoonde hij een penthouse aan de Fifth Avenue in New York, vlak bij het Metropolitan Museum of Art, dat hij geregeld bezocht en waaraan hij regelmatig geld schonk.
Als kunstliefhebber kocht hij geleidelijk aan een verzameling van schilderijen en sculpturen aan uit de Italiaanse renaissance- en barok. Hij kocht aan tegen relatief lage prijzen omdat deze kunst in de victoriaanse en edwardiaanse periode als oubollig stond genoteerd. In 1929 schonk hij aan de Italiaanse regering een grote som geld voor de restauratie van verschillende kunsthistorisch belangrijke gebouwen in Italië.
In 1929, op 65-jarige leeftijd riep hij een stichting in het leven, de Samuel H. Kress Foundation, met als doel Europese kunst in de Verenigde Staten meer te laten waarderen. Vanaf de jaren dertig schonk hij 776 belangrijke kunstwerken aan 18 regionale musea in de Verenigde Staten. Veel kunstwerken werden geschonken aan kleine steden waar hij als zakenman zijn fortuin verdiende in de door hem aldaar gestarte handelszaken. Het betekende meermaals voor deze steden de start van een museum met belangrijke kunstschatten die men anders nooit kon verwerven. Kress was ook een belangrijke donateur aan de National Gallery of Art in de Verenigde Staten.
De volgende culturele instellingen konden op zijn steun rekenen en ontvingen belangrijke schenkingen van kunstwerken:
- National Building Museum, Washington D.C.
- National Gallery of Art, Washington D.C.
- Allentown Art Museum, Allentown, PA
- High Museum of Art, Atlanta, GA
- Birmingham Museum of Art, Birmingham, AL
- Columbia Museum of Art, Columbia, SC
- Lowe Art Museum, University of Miami Coral Gables, FL
- Denver Art Museum, Denver, CO
- El Paso Museum of Art, El Paso, TX
- Honolulu Academy of Arts, Honolulu, HI
- Museum of Fine Arts, Houston, TX
- Nelson-Atkins Museum of Art, Kansas City, MO
- Memphis Brooks Museum of Art, Memphis, TN
- New Orleans Museum of Art, New Orleans, LA
- Philadelphia Museum of Art, Philadelphia, PA
- Portland Art Museum, Portland, OR
- North Carolina Museum of Art, Raleigh, NC
- Fine Arts Museums of San Francisco, San Francisco, CA
- Seattle Art Museum, Seattle, WA
- University of Arizona Museum of Art, Tucson, AZ
- Philbrook Museum of Art, Tulsa, OK